# Vlag van Esperanto

Vlag van Esperanto (ratio 2:3)

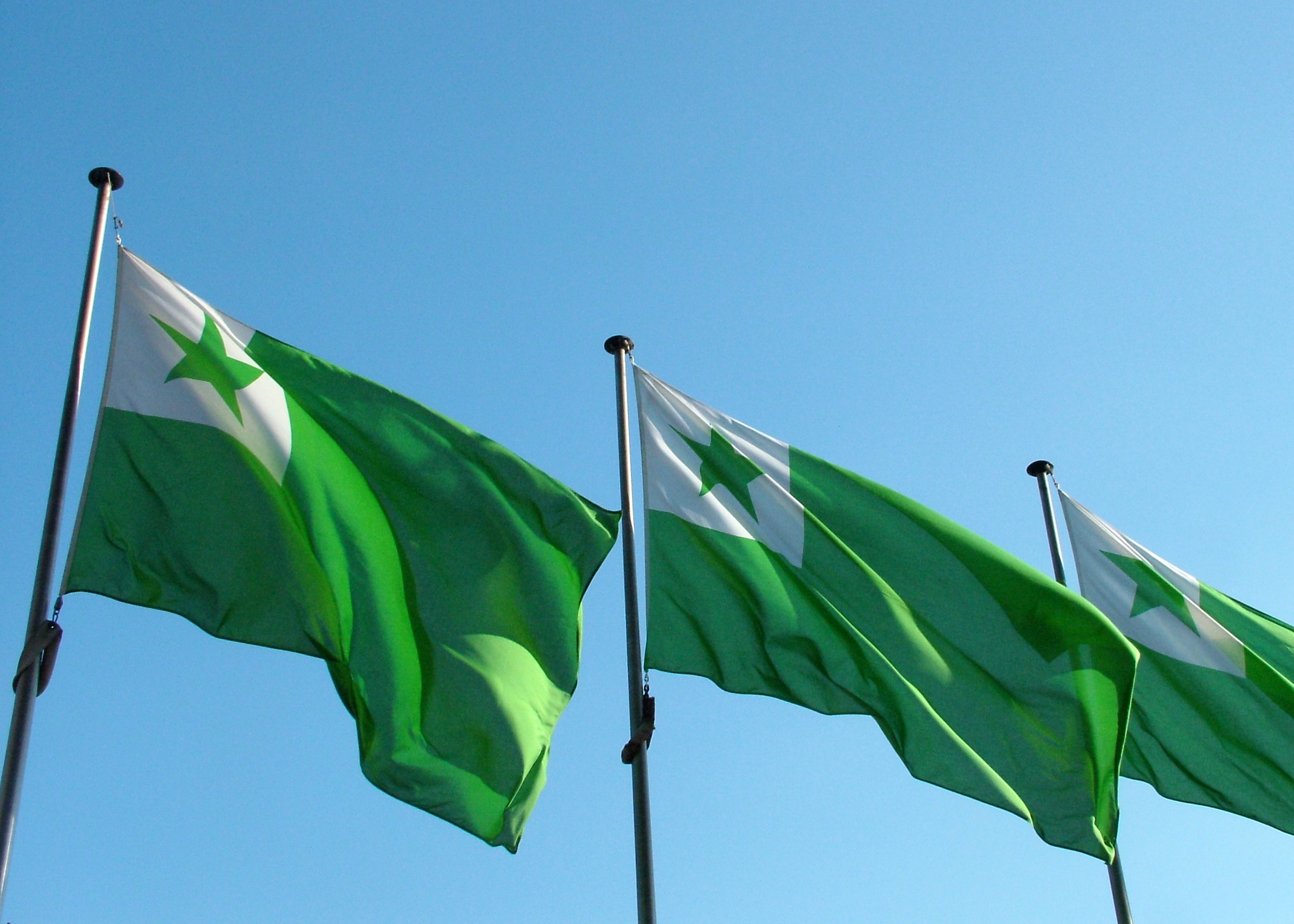
Esperantovlaggen

De vlag van Esperanto is groen met linksbovenin een wit vierkant met daarin de groene vijfpuntige ster. In het Esperanto heet de vlag verda stelo, wat groene ster betekent. Ze wordt gebruikt door esperantisten om hun taal te vertegenwoordigen. Het gebruik van de kleur groen en de ster vinden hun oorsprong bij de Zweedse esperantist G. Jonson, die hiertoe een oproep had gedaan. De doorbraak van deze symbolen kwam met het gebruik van de kleur en ster op boeken geschreven in de taal, waarmee Louis de Beaufront was begonnen. In 1893 werd door C. Rjabinis en P. Deullin het uiteindelijke ontwerp gemaakt, daarin staat de kleur groen voor hoop, de vijf punten van de ster voor de vijf continenten en het witte kanton voor de vrede.

## Geschiedenis
De vlag werd in 1905 aangenomen als symbool van wederzijdse erkenning onder Esperantisten, en wordt door de meeste Esperantisten gebruikt. Als alternatief voor de vlag is recenter (in 1987) het jubileumsymbool ("jubilea simbolo") voorgesteld.

## Ontwerp
De vlag bestaat uit een groene achtergrond met een wit kanton, met daarin een groene ster. Groen symboliseert hoop, Wit staat voor vrede en neutraliteit, en de groene ster staat voor de vijf continenten (Europa, Amerika, Azië, Oceanië, Afrika).
Op aanbeveling van het bestuur van de Universala Esperanto-Asocio moet de vlag de volgende verhoudingen hebben: De verhouding van de breedte van de vlag tot de hoogte van de vlag en een zijde van het witte vierkant moet 3 tot 2 tot 1 zijn. De verhouding van een zijde van het witte vierkant tot de straal van een cirkel die de ster omsluit moet 10 tot 3,5 zijn.

### Verhoudingen

Verhoudingen van de Esperantovlag

Het witte vierkant meet een derde van de lengte van de vlag. De straal van de groene ster meet 3,5 eenheden bij 20 eenheden vlaghoogte.

### Kleuren
Groen en wit zijn de enige kleuren in de vlag waarbij groen de dominante kleur is.
| Kleurmodel         | Wit         | Groen        |
| ------------------ | ----------- | ------------ |
| CMYK               | 0-0-0-0     | 100-0-100-40 |
| RGB (decimaal)     | 255-255-255 | 0-153-0      |
| RGB (hexadecimaal) | #FFFFFF     | #009900      |